# Gödrösi Csimár-barlang
A Gödrösi Csimár-barlang betemetett barlang, amely a Tihanyi-félszigeten volt megtalálható.

## Leírás
Tihany Gödrös nevű részén, a Gödrös-tető DNy-i oldalában, a Gödrösi Explóziós-barlangtól kissé É-ra, 150 m tengerszint feletti magasságban nyílt. Konkrétan megállapítani, hogy merre volt, már nem sikerült, mert azt a bányagödröt, amelyik annak idején feltárta, törmelékkel teljesen feltöltötték és azt a bozótos vegetáció benőtte.
Az explóziós úton keletkezett barlangokhoz volt hasonló a kialakulása ennek az üregnek. Bazalttufitban jött létre. Kőzetanyaga, kitöltése, mint azt Hoffer András említette megegyezik a Gödrösi Explóziós-barlangéval.
1987-ben volt először Gödrösi Csimár-barlangnak nevezve a barlang az irodalmában. Előfordul a barlang az irodalmában Csimár-barlang (Eszterhás 1988), Csimár-féle bánya diatrémájának ürege (Eszterhás 1987), Csimár-féle bánya explóziós csatornaürege (Eszterhás 1984), Gödrösi-Csimár-barlang (Eszterhás 1983), Tihanyi Gödrös explóziós csatornái (Eszterhás 1987), Tihanyi „Gödrös” explóziós csatornái (Bertalan 1976) és tihanyi „Gödrös” explóziós csatornái (Kordos 1984) neveken is.

## Kutatástörténet
Az 1943. évi Földtani Közlönyben napvilágot látott, Hoffer András által írt tanulmányból lehet tudni róla. A tanulmány szerint az üreg Csimár Mihály (arácsi téglagyáros, építész) bányatelkének É-i falában, az ott feltárt diatréma kürtőjétől 2 m-re Ny-ra volt. Magáról az üregről a következőket írta, hogy szabálytalan, hosszúkás, kb. 0,5 m átmérőjű nyílású üreg. Mintegy 1,5 m mélységig lehet bele látni. Voltaképpen szabálytalan keresztmetszetű csatorna. Fala egyenetlen, darabos, tuskós felszínű bazalttufa, amelyet fehér kalcit vastagon von be. Dús kalcitbevonat van a nyílás felett lévő falrészen is.
Az 1976-ban befejezett, Magyarország barlangleltára című kéziratban az olvasható, hogy Tihanyban, az Óvár magassági ponttól kb. 600 m-re Ny-ra, 150 m tengerszint feletti magasságban, a Gödrös Ny-i peremén, kőfejtőből nyílik bejárata. A vulkáni explóziós tölcsér néhány m mély. A kézirat barlangra vonatkozó része 1 tanulmány alapján lett írva.
1983-ban Eszterhás István próbálta azonosítani, de a korábban leírtak miatt már nem sikerült. Az Alba Regia Barlangkutató Csoport 1983. évi évkönyvében az van írva, hogy egykor leírt, ma már nem létező barlang. A kéziratban lévő egyik térképen látható a barlang földrajzi elhelyezkedése. Bazalttufában képződött és régi kőbánya tárta fel a barlangot. Explóziós vulkáni tevékenység eredménye. A felismerhető diatréma közelében található, gázrobbanással kialakult üreg, amelyet nem töltött ki utólag a bazalttufa, hanem nagy mésztartalmú vizek öblítették át és kérgezték be mésszel.
Az 1983. évi MKBT Beszámolóban meg vannak ismételve az évkönyvben leírtak. Az 1984-ben megjelent, Eszterhás István által írt, Lista a Bakony barlangjairól című összeállításban Gödrösi-Csimár-barlang a 4463-as barlangkataszteri területen, a Tihanyi-félszigeten, Tihanyban lévő barlang neve, amelynek másik neve Csimár-féle bánya explóziós csatornaürege. A vulkanikus barlang fel van töltve.
Kordos László 1984-ben kiadott könyvének országos barlanglistájában meg lett említve a barlang tihanyi „Gödrös” explóziós csatornái összefoglaló néven. A listához kapcsolódóan látható a Déli-Bakony, a Balaton-felvidék és a Keszthelyi-hegység barlangjainak földrajzi elhelyezkedését bemutató 1:500 000-es méretarányú térképen a barlang földrajzi elhelyezkedése. 1987-ben Eszterhás István írta le a barlangot. A leírás szerint feltárására, ha a bányagödör feltöltése előtt el nem pusztították, van remény. Úgy lehet eljutni helyéhez mint a Gödrösi Explóziós-barlangéhoz. Az 1988. évi Karszt és Barlangban az olvasható, hogy a bazalttufitban gőzrobbanással keletkezett, szűk bejáratú, 2–3 m-es barlangot törmelékkel töltötték fel.
Az Eszterhás István által 1989-ben írt, Magyarország nemkarsztos barlangjainak listája című kéziratban az olvasható, hogy a Bakony hegységben, a 4463-as barlangkataszteri területen, Tihanyban létezett Csimár-barlang bazalttufitban alakult ki. Az ismeretlen méretű barlang elpusztult. A listában meg van említve az a Magyarországon, nem karsztkőzetben kialakult, létrehozott 220 objektum (203 barlang és 17 mesterséges üreg), amelyek 1989. év végéig váltak ismertté. Magyarországon 40 barlang keletkezett gejziritben. Az összeállítás szerint Kordos László 1984-ben kiadott barlanglistájában fel van sorolva 119 olyan barlang is, amelyek nem karsztkőzetben jöttek létre.
Az Eszterhás István által 1993-ban írt, Magyarország nemkarsztos barlangjainak lajstroma című kéziratban meg van említve, hogy a Bakony hegységben, a 4463-as barlangkataszteri területen, Tihanyban helyezkedett el a Csimár-barlang. A bazaltban keletkezett és ismeretlen méretű barlang elpusztult. Az összeállításban fel van sorolva az a Magyarországon, nem karsztkőzetben kialakult, létrehozott 520 objektum (478 barlang és 42 mesterséges üreg), amelyek 1993 végéig ismertté váltak. Magyarországon 13 barlang, illetve mesterségesen létrehozott, barlangnak nevezett üreg alakult ki, lett kialakítva bazalttufitban. A Bakony hegységben 123 barlang jött létre nem karsztkőzetben. A 2001. november 12-én készült, Magyarország nemkarsztos barlangjainak irodalomjegyzéke című kézirat barlangnévmutatójában szerepel a Csimár-barlang. A barlangnévmutatóban fel van sorolva 11 irodalmi mű, amelyek foglalkoznak a barlanggal.

## További irodalom
- Eszterhás István: A Bakony barlangleltára. Kézirat, 1982. (A kézirat megtalálható a Magyar Karszt- és Barlangkutató Társulat Adattárában és a KvVM Barlang- és Földtani Osztályon.)
- Eszterhás István: A Tihanyi-félsziget barlangkatasztere. Kézirat. Isztimér, 1984. (A kézirat megtalálható a Magyar Karszt- és Barlangkutató Társulat Adattárában és a KvVM Barlang- és Földtani Osztályon.) (Néhány oldallal és fényképpel bővebb, mint az 1987-es nyomtatott változat. A kéziratot csak barlangonként szétdarabolva láttam.)
- Eszterhás István: A Bakony nemkarsztos barlangjainak genotipusai és kataszteri jegyzéke. Kézirat. Budapest, 1986. Szerződéses munka az Országos Környezet- és Természetvédelmi Hivatalnak.